# Fogdö pilgrimsled

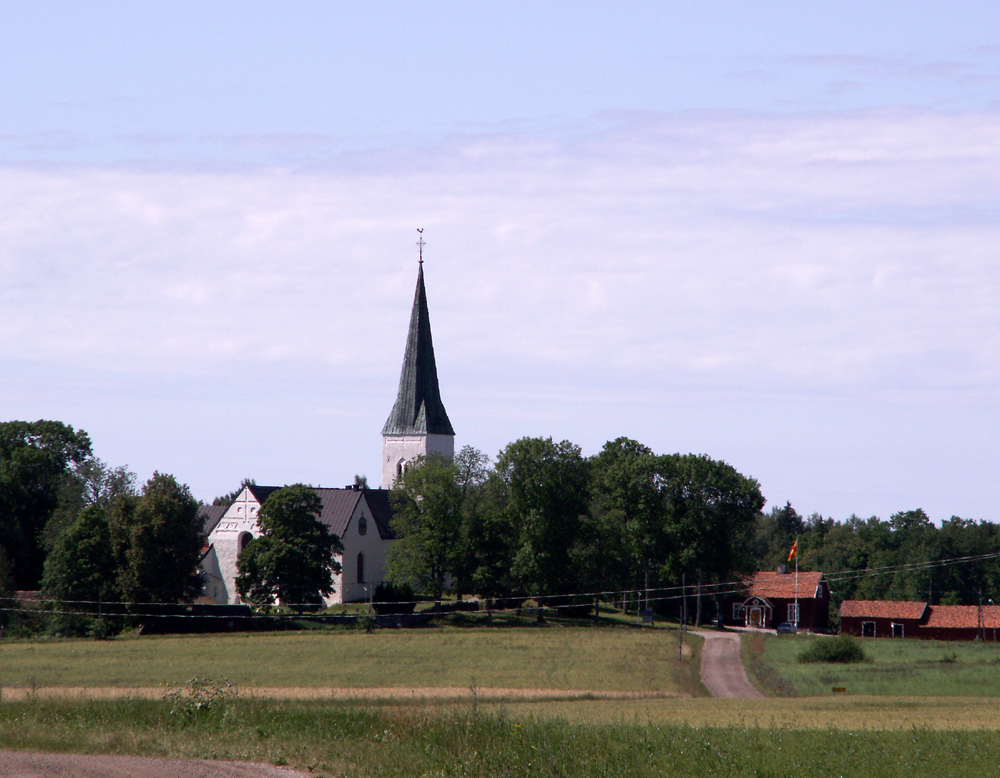
Fogdö kyrka.

Fogdö pilgrimsled är en vandringsled i Strängnäs kommun som sträcker sig från Sankt Eskils källa i Strängnäs över Fogdön till Björsundsbron. 
Leden indelas i tre etapper, Vansöleden, Fogdöleden och Helgaröleden. En ytterligare anslutande etapp, kallad S:t Eskil-etappen, förbinder Sankt Eskils källa med Strängnäs domkyrka, och vid kommungränsen mot Eskilstuna kommun vid Björsund ansluter leden till Gyllenhielmska leden vidare mot Sundbyholm, Torshälla och Eskilstuna.
Vandringsleden skapades från 2008 till 2011 i ett samarbete mellan Vårfruberga-Härads församling och Fogdöns hembygdsförening.

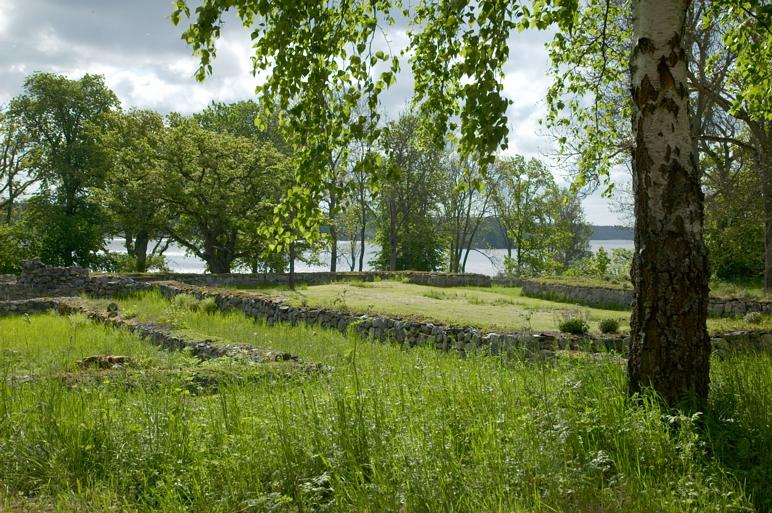
Vårfruberga klosterruin.
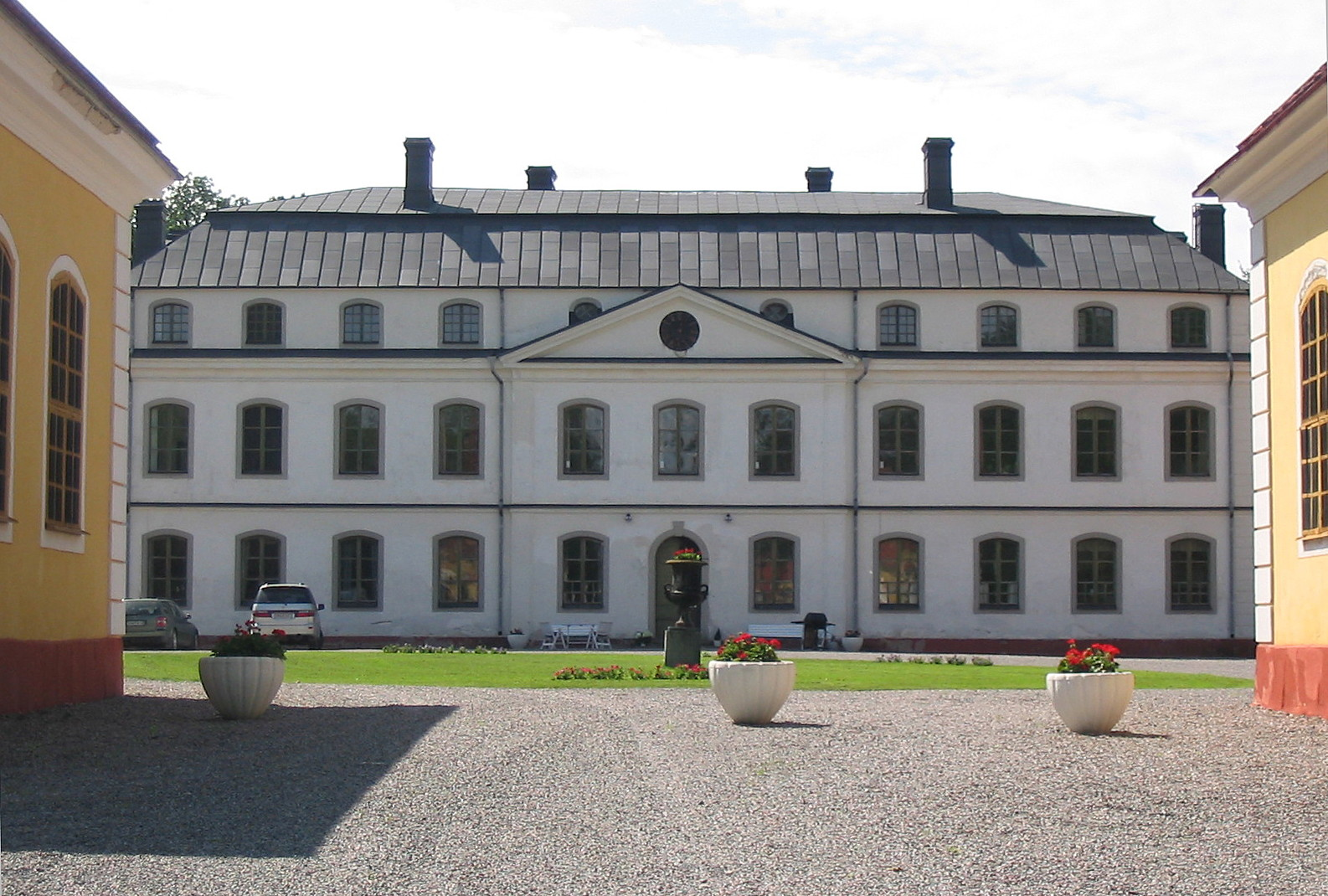
Bergshammars herrgård.